# Trichopterologia
Trichopterologia – dział entomologii, zajmujący się badaniem owadów z rzędu Trichoptera (chruściki). Obecnie na świecie jest ok. 300-400 aktywnych trichopterologów. Co trzy lata organizowane są międzynarodowe zjazdy w różnych częściach świata. Szósty zjazd zorganizowany został w Polsce w roku 1989. W roku 2006 odbył się 12. zjazd w Meksyku (18-22 czerwca 2006). Trichopterolodzy wyniki swoich badań publikują w materiałach pokonferencyjnych (Proceedings of the International Symposium on Trichoptera), specjalistycznych trichopterologicznych czasopismach: Braueria, Trichopteron, Nectopsyche oraz pismach entomologicznych, hydrobiologicznych, biologicznych.
Polscy trichopterolodzy:
- Hubert Adamek
- Edyta Buczyńska
- Stanisław Cios
- Stanisław Czachorowski
- Józef Dziędzielewicz
- Krzysztof Górecki
- Janusz Majecki
- Katarzyna Majecka
- Lech Pietrzak
- Maria Racięcka
- Wanda Riedel
- Cezary Tomaszewski
- Wanda Szczepańska
- Bronisław Szczęsny

Europejscy trichopterolodzy:

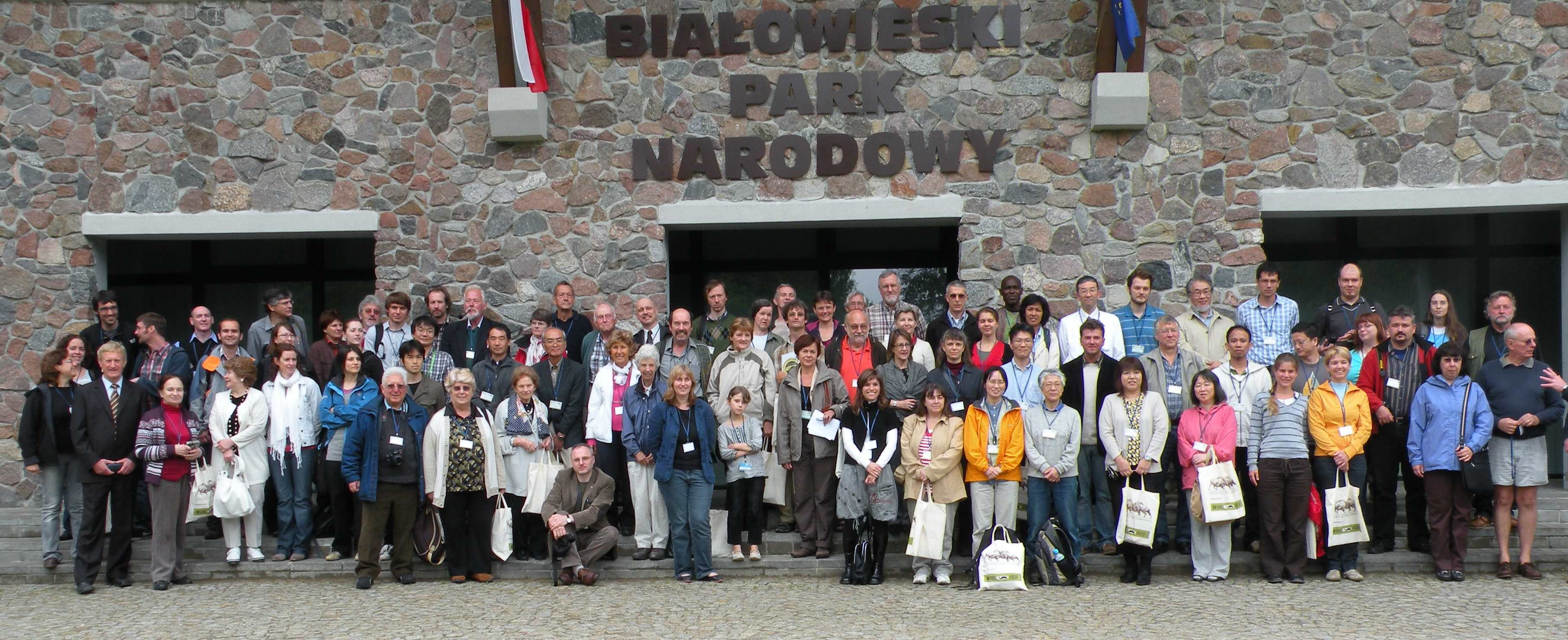
Uczestnicy 13. międzynarodowej konferencji poświęconej Trichoptera, Białowieża 22-27 czerwca 2009 (po raz drugi w Polsce)

- Lasare Botosaneanu (Rumunia, Holandia)
- Fernanda Cianficconi (Włochy)
- Bert Higler (Holandia)
- Vladimir D. Ivanov (Rosja)
- Krassimir Kumanski (Bułgaria)
- Hans Malicky (Austria)
- Robert McLachlan
- Wolfram Mey (Niemcy)
- Giampaolo Moretti (Włochy)
- Sára Nógrádi (Węgry)
- Henri Tachet (Francja)
- Ákos Uherkovich (Węgry)
- Georg Ulmer (Niemcy)

Inni trichopterolodzy:
- Joaquin Bueno Soria (Meksyk)
- Porntip Chantaramongkol (Tajlandia)
- John C. Morse (USA)
- Arturs Neboiss (Australia)
- Fusun Sipahiler (Turcja)
- Kazumi Tanida (Japonia)
- Glenn B. Wiggins (Kanada)